# Afrodominicans
Els afrodominicans són els dominicans afrodescendents. Representen la majoria de la població de Dominica. Segons el cens de 2001, els negres són el 86,8% de la població de l'estat i els mulats, el 8,9%.

## Orígens
Els esclaus que es van portar fins a l'actual Dominica provenien de diversos llocs d'Àfrica. A través dels records colonials que s'han preservat a Dominica es pot saber la data de l'arribada dels vaixells esclavistes a l'illa. Els documents indiquen no només els diferents ports africans des dels quals van partir els esclaus (i en alguns casos els grups ètnics als quals pertanyien) i la data en què van arribar a l'illa, si no també el nombre d'esclaus que van partir i els que van sobreviure al viatge i arribar a l'illa. Segons els arxius, es pot afirmar que la majoria dels esclaus van arribar de la zona del Golf de Biafra, la zona de l'actual Nigèria (sobretot igbos) i Camerun. Aquests representen el 62% dels esclaus que foren importats a Dominica (més de 57.000).
La resta dels esclaus sortiren dels ports establerts a l'actual Senegal (d'on prové, en part, la paraula "kwéyòl", que designa el dialecte crioll de Dominica), Gàmbia, Sierra Leone (d'on provenia el 4,8% dels esclaus), Costa d'Ivori (l'11%). Des de Libèria es van importar de manera exclusiva basses que esdevingueren del grup ètnic kru), Ghana (el 3%), àkans, de Benín (1%), República del Congo (loangos), Angola (ambundus) i del sud-est d'Àfrica (des d'on es van exportar a Dominica només 670 persones). Els esclaus de Congo i Angola eren el 6,7% dels esclaus (més de 6.200). De tots aquests llocs es van importar milers d'esclaus a Dominica (excepte del Congo i del sud-est d'Àfrica). De Costa d'Ivori se'n van importar més d'onze mil i de Senegàmbia més de 6.400.
Altres esclaus que va importar Dominica eren iorubes, ewes, bakongo i wòlofs.

## Història
Durant el domini britànic de Dominica van arribar-hi com a mínim 100.000 esclaus, d'aquests, uns 40.000 van arribar entre el 1763 i el 1778, la majoria dels quals eren destinats per a exportar-los altra vegada a les illes de Guadalupe, Martinica i Saint Lucia, que també eren antigues colònies franceses. De totes maneres, amb la reocupació de l'illa per part dels francesos entre el 1778 i el 1783, no va arribar cap esclau a l'illa de manera directa des d'Àfrica, excepte un vaixell que va arribar a finals de 1781. Després de la reconquesta britànica de l'illa, entre el maig de 1783 i finals de 1789 es va restaurar el comerç atlàntic d'esclaus i van arribar a l'illa 38.328 esclaus. A la dècada del 1790 hi van arribar 11.776 esclaus més. L'any culminant respecte la importació d'esclaus d'aquesta dècada fou el 1792. De totes maneres, a mitjans del segle xviii Dominica ja tenia un nombre considerable d'esclaus. El 1795 hi va haver una revolta d'esclaus a Dominica que estava influenciada per la Revolució Haitiana anomenada Aixecament de Colihault.
Aquesta revolta no va donar resultats positius per als afrodominicans i els primers vuit anys del segle xix encara van arribar 7.734 esclaus més a l'illa.
Com a la resta d'Amèrica, tant els afrodominicans esclaus com lliures, no podien intervenir en discussions econòmiques i polítiques ni en les decisions, encara que ells fossin afectats per aquestes decisions, ja que ells eren una part de la població de l'illa.
A causa del gran nombre d'esclaus i al tractament que rebien dels britànics, al llarg del temps van anar creixent el nombre de cimarrons i d'esclaus fugitius. Aquests antics esclaus estaven ben armats i es van revoltar contra els britànics entre el 1785 i el 1786. Però no van triomfar i els seus líders foren empresonats o executats. De totes maneres, les lluites entre els cimarrons i els britànics es van repetir moltes vegades fins al 1815.
El 1831, any en què l'esclavitud encara era una institució important a l'illa però es va firmar la Llei de Brown que atorgava drets polítics i socials als afrodominicans lliures. El 1832 hi va haver tres homes negres elegits per l'Assemblea legislativa de Dominica. L'1 d'agost de 1834 es va abolir l'esclavitud a Dominica després que ho aprovés el Parlament Britànic l'any anterior. Així, el 1838 a la Càmara de diputats hi havia una majoria negra i Dominica va esdevenir la primera colònia britànica del Carib que va tenir una legislatura controlada per afroamericans al segle xix. A més a més, la majoria dels legisladors negres eren petits propietaris o mercaders amb interessos econòmics i socials oposats als interessos dels grans terratinents britànics. En reacció a aquest fet, el lobby de terratinents, van pressionar perquè l'illa tornés a dependre del domini directe britànic. Els diputats van començar a pressionar per a implementar lleis que promourien el benestar dels antics esclaus de l'illa. Això va causar una inestabilitat política interna creixent, ja que encara hi havia terratinents que no estaven d'acord amb la llei antiesclavista. Així, es van reviure col·lisions entre els antics esclaus i els colons britànics. Així, el 1844 hi va haver una nova revolta d'antics esclaus alliberats contra els blancs.
El 1865, després d'una època de tensions i agitacions, l'autoritat colonial britànica va reemplaçar l'assemblea d'electes que estava composta per la meitat d'electes directes i la meitat per membres nomenats per les autoritats colonials. Així, els terratinents s'aliaren amb els administradors britànics que sovint elegien electes d'aquesta classe social. El 1871 Dominica va esdevenir part de la Federació de les Illes Leeward. El poder dels afrodominicans va declinar de manera progressiva. El 1896 es va restaurar el govern colonial que va restringir els drets polítics de la majoria afrodominicana. S'ha provat que l'ajuda al desenvolupament que es va oferir en compensació per la privació de drets va tenir efectes dolents.

## Demografia
Segons el cens de 2001, els negres representaven el 86,8% de la població i els mulats el 8,9%. Això representa que el 95,7% de la població de Dominica eren afrodominicans.

### Llengües
La majoria dels dominicans parlen anglès. També hi ha comunitats que parlen francès crioll i anglès crioll kokoy, que és una barreja d'anglès crioll i francès crioll dominicà. El dialecte kokoy va arribar a Dominica el segle xix, quan van arribar a l'illa immigrants de l'illa d'Antigua i l'illa de Montserrat.

### Religió
La majoria dels afrodominicans són catòlics i hi ha una minoria de protestants.

## Contribucions culturals
Les contribucions dels afrodescendents en la llengua i cultura dominicana són remarcables i es poden veure en la dansa, música, gastronomia, vestuari, religió i l'etnofarmàcia. Entre les contribucions africanes a l'illa destaquen:
- Llengua: La influència africana es pot veure en el lèxic i la sintaxi. El francès crioll ha incorporat moltes paraules d'origen africà. Cal destacar el lèxic dels idiomes: ioruba, ewe, igbo, àkan, fula, kongo i wòlof.[6]
- Dansa. Moltes classes de dansa dominicana deriva de les danses d'Àfrica Occidental.
- Música. Com a molts altres països i illes d'Amèrica, la música folklòrica de Dominica també té molta base africana. Cal destacar l'ús freqüent dels tambors i els ritmes africans. La música "lavwáy" (basada en la crida i la resposta) n'és un exemple. En els vaixells esclavistes, els esclaus cantaven el "lavway". Actualment, aquest s'utilitza en les cançons de carnaval de Bele.
- Gastronomia. Els productes alimentaris d'origen africà més destacats són el nyam i els ackres.
- Vestuari. Els vestits dels dominicans es basen en els vestits africans. També destaca l'ús dels ornaments per a reflectir l'estatus social dels individus.
- Espiritualitat. A Dominica és comú l'animisme. La pràctica religiosa fou adaptada al cristianisme.
- Plantes i herbes remeieres: Els africans que van arribar a l'illa utilitzaven les plantes tropicals de moltes maneres, entre elles en infusions, banys i pocions per a curar malalties. També hi ha plantes que serveixen com a amulets per a protegir-se contra el mal.